# Sullivan Stapleton

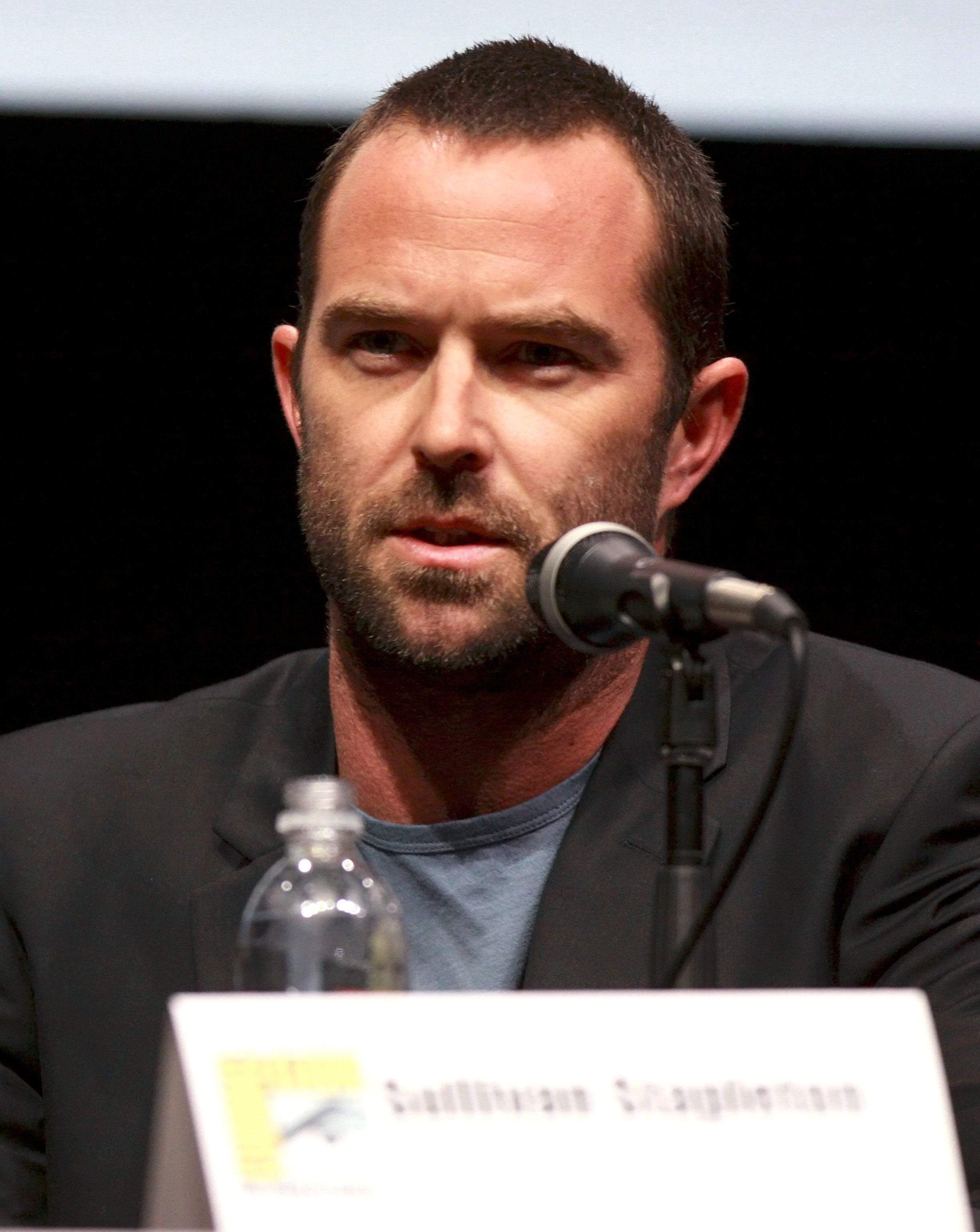
Sullivan Stapleton auf der San Diego Comic Con (2013)

Sullivan Stapleton (* 14. Juni 1977 in Melbourne, Australien) ist ein australischer Schauspieler.

## Leben
Stapleton wurde 1977 in Melbourne geboren. Er ist der Bruder der Schauspielerin Jacinta Stapleton, die durch ihre Rolle Amy Greenwood in der Serie Nachbarn bekannt wurde.
Von 2005 bis 2007 führte er eine Beziehung mit der Schauspielerin Carla Bonner.
Seit Oktober 2019 ist Sullivan Stapleton mit der Schauspielerin Alexis Kelley liiert.

## Karriere
Stapleton studierte am St. Martin’s Theater in Melbourne und am Sandringham Secondary College.
Seine erste Schauspielrolle übernahm er im Jahr 1994 in der australischen Fernsehserie Baby Bath Massacre.
Danach spielte er immer wieder kleinere Rollen, beispielsweise in December Boys, The Hunter und Gangster Squad.
Seine Darstellung in Animal Kingdom als Craig Cody wurde mit einer Nominierung für den AACTA Award in der Kategorie Best Supporting Role geehrt.
In der Comicverfilmung 300: Rise of an Empire übernahm Stapleton seine erste Hauptrolle. Er ist dort als griechischer Feldherr Themistokles zu sehen.

## Filmografie (Auswahl)
- 1994: Baby Bath Massacre (Fernsehfilm)
- 1996: River Street
- 1998: Nachbarn (Neighbours, Fernsehserie, 10 Episoden)
- 1997: Amy
- 2000: Something in the Air (Fernsehserie, 4 Episoden)
- 2000: City Loop
- 2003: Der Fluch von Darkness Falls (Darkness Falls)
- 2003–2005: The Secret Life of Us (Fernsehserie, 24 Episoden)
- 2006: McLeods Töchter (McLeod’s Daughters, Fernsehserie, Episode 6x29)
- 2007: Die Todeskandidaten (The Condemned)
- 2007: December Boys
- 2008: Rush (Fernsehserie, Episode 1x12)
- 2007–2009: Satisfaction (Fernsehserie, 13 Episoden)
- 2009: Carla Cametti PD (Fernsehserie, 6 Episoden)
- 2010: Königreich des Verbrechens (Animal Kingdom)
- 2010: Centre Place
- 2011–2015: Strike Back (Fernsehserie)
- 2011: The Hunter
- 2013: Gangster Squad
- 2014: 300: Rise of an Empire
- 2014: Kill Me Three Times – Man stirbt nur dreimal (Kill Me Three Times)
- 2014: Cut Snake
- 2015–2020: Blindspot (Fernsehserie, 100 Episoden)
- 2017: Renegades – Mission of Honor (Renegades)
- 2019: Ride Like a Girl – Ihr größter Traum (Ride Like a Girl)

## Synchronisation
Sullivan Stapleton hat keinen festen deutschen Synchronsprecher. Unter anderem liehen ihm Tobias Kluckert in December Boys, Alexander Doering in Strike Back und Daniel Fehlow in Gangster Squad ihre Stimmen.